# 李指南
李指南（이지남，1984年11月21日—），韩国足球运动员，现效力于中国足球超级联赛球队河南建业。

## 俱乐部生涯
2002年，李指南在K联赛球队安养LG猎豹（2004年开始改称FC首尔）开始职业足球生涯。但他未能代表球队在联赛中出战，仅在2004年踢过四场韩国联赛杯比赛。之后他服兵役并加入警察厅。2008年，李指南加盟慶南FC。2011年1月4日，他转会到大邱FC。 3月5日，他在赛季联赛首轮大邱FC2比3不敌光州FC的比赛出场并踢满90分钟，首次代表球队亮相正式比赛。 3月20日，他在和仁川联的比赛射进加盟大邱后的首个进球。
2014年2月6日，中国足球超级联赛升班马河南建业宣布李指南加盟球队。

## 国家队生涯
2014年1月，李指南入选韩国国家足球队美洲集训的名单。但他在韩国和哥斯达黎加，墨西哥，美国的三场比赛都未能得到出场机会。